# Avenue Jean-Monnet
L'avenue Jean-Monnet est une voie de communication d'Antony dans les Hauts-de-Seine.

## Situation et accès
Elle commence son tracé à l'ouest, au carrefour Michalon, croisement de la rue Prosper-Legouté et de la rue Adolphe-Pajeaud. Se dirigeant vers le nord-est, elle marque le début de la rue Joseph-Delon puis passe sous les voies du RER B. Elle traverse ensuite le carrefour de la rue Henri-Barbusse et de la rue Mirabeau puis se termine à la route départementale 920.
Sa desserte ferroviaire s'opère par la gare de Fontaine Michalon sur la ligne de Sceaux.

## Origine du nom

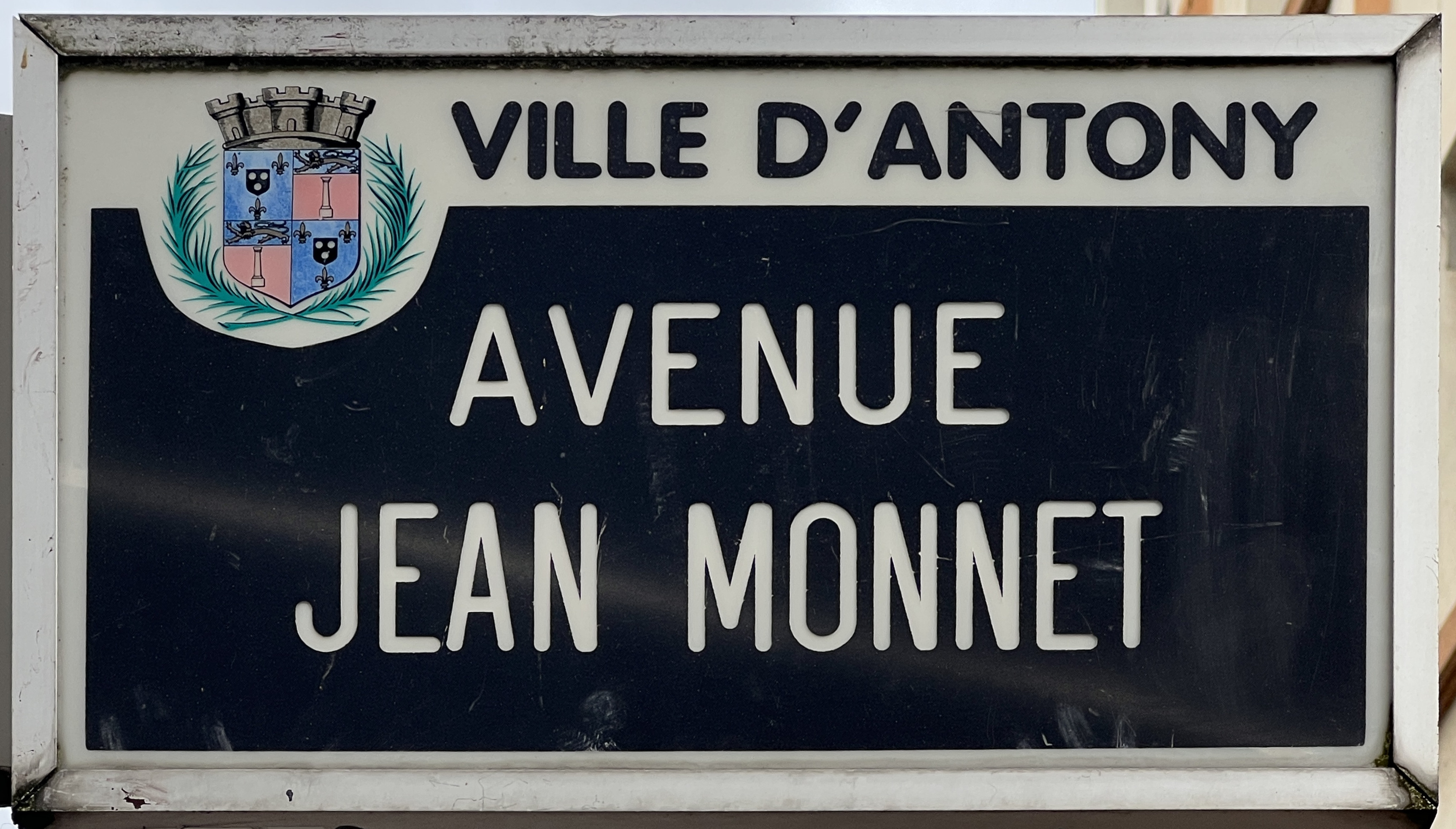
Plaque de l'avenue.

Cette avenue tient son nom de Jean Monnet, fonctionnaire international français, banquier international, promoteur de l'atlantisme et du libre-échange.

## Historique

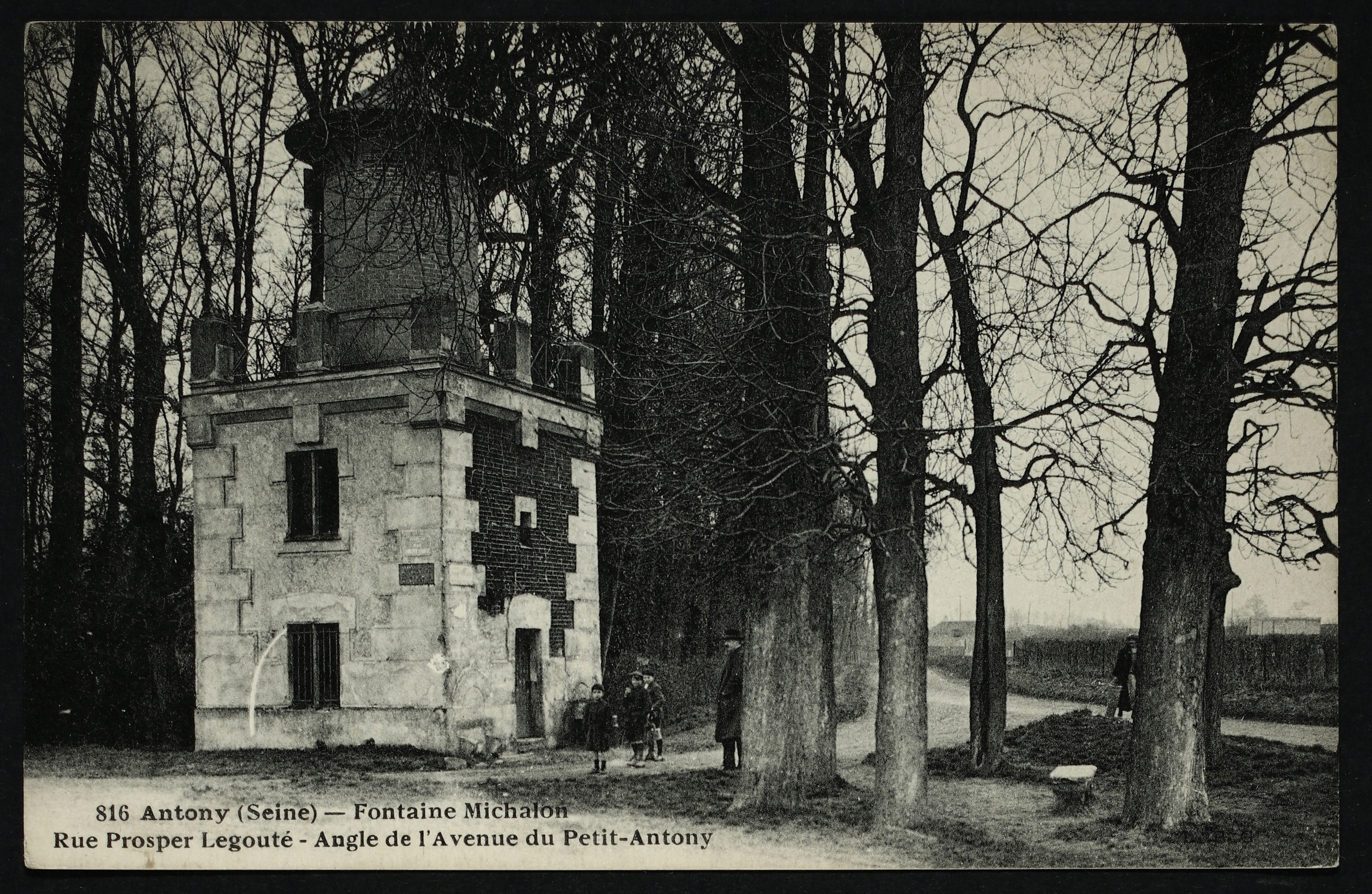
Carte postale de la fontaine Michalon, rue Prosper-Legouté, à l'angle de l'avenue du Petit-Antony, aujourd'hui avenue Jean-Monnet.

Cette voie de communication s'appelait autrefois avenue du Petit-Antony.
Dans les années 1920, le quartier se peupla rapidement de manière anarchique. C'est sous l'impulsion du maire Auguste Mounié qu'il fut assaini, urbanisé de manière ordonnée et que des équipements modernes y furent installés : École, marché. patronage.

## Bâtiments remarquables et lieux de mémoire

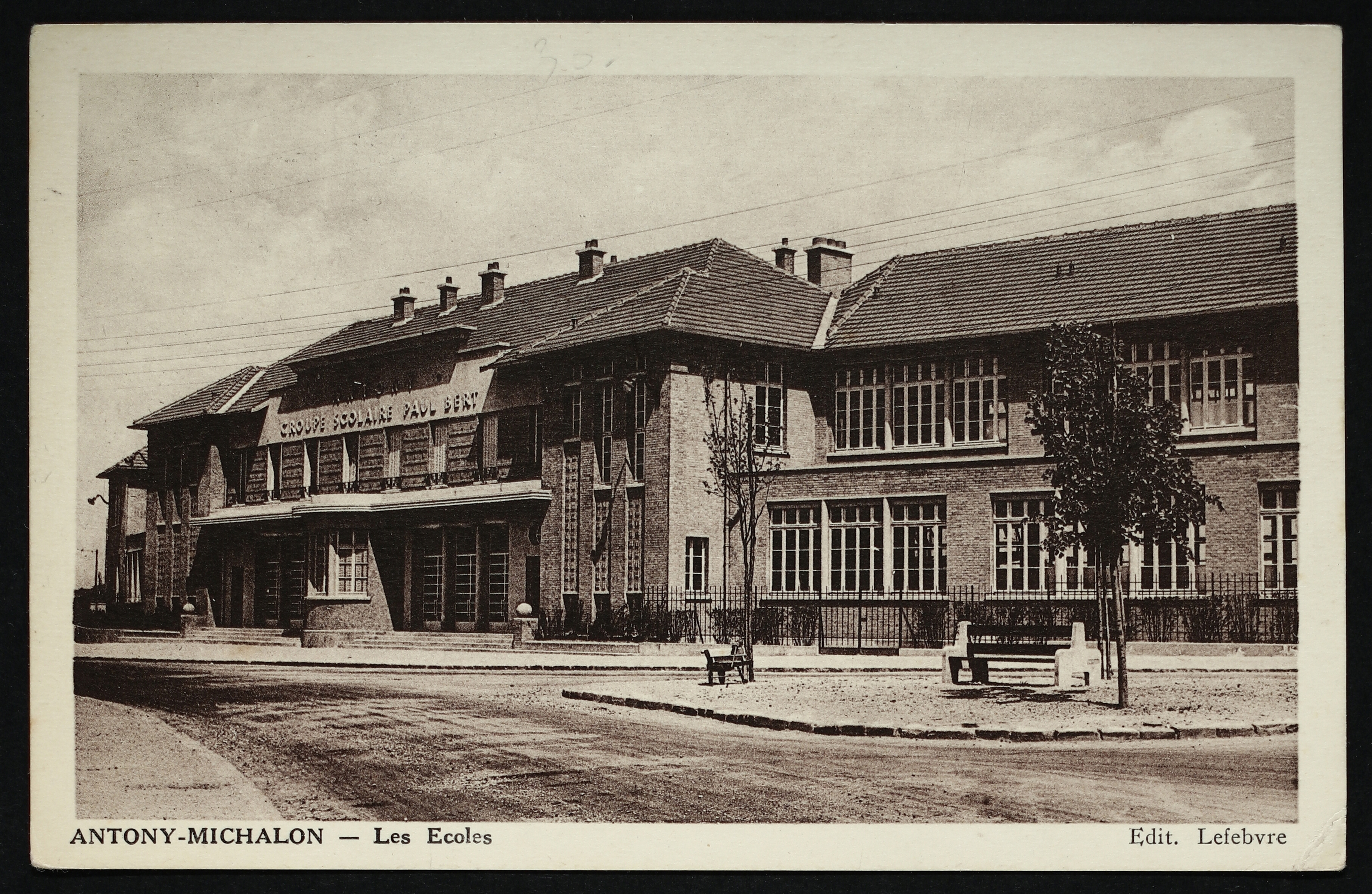
Groupe scolaire Paul-Bert.

- Groupe scolaire Paul-Bert[3], conçu en 1936 par les architectes René Gravier et Jean-Baptiste Hourlier[4].
- Emplacement de la Fontaine Michalon[5], construite en 1859 par M. Michalon, propriétaire local. Elle fut démolie en 1929[6].
- Au no 14, une maison réalisée par l'architecte Louis-Charles Boileau au début du XXe siècle, et inscrite à l'inventaire général du patrimoine culturel[7].